# SPÖ
Sozialdemokratische Partei Österreichs (SPÖ) er et socialdemokratisk politisk parti i Østrig. Siden slutningen af 2. verdenskrig har det været blandt de to største partier i landet udover ÖVP. Partiet daterer sig tilbage til 1888 og er dermed et af de ældste partier i landets historie og har såvel på landsplan som på delstatsplan stor indflydelse med 3 af de 9 ministerpræsidentposter i delstaterne. 
Partiets politiske mål og hovedværdier er ifølge deres partiprogram fra 1998 frihed, lighed, retfærdighed, solidaritet og fuld beskæftigelse. Desuden anerkender de nødvendigheden af politisk liberalisering og modernisering.
Partiet har tætte bånd til fagbevægelsen i form af hovedorganisationen Österreichischer Gewerkschaftsbund, der omtrent svarer til danske LO.
SPÖ er medlem af De Europæiske Socialdemokrater og dets pt. (pr. 2013) fem medlemmer af Europaparlamentet sidder i Gruppen for Det Progressive Forbund af Socialdemokrater.
Antallet af medlemmer var 180.000 i marts 2017.

## Kendte personer fra SPÖ
- Victor Adler, Partiets grundlægger, provisorisk udenrigsminister for Tysk-Østrig 30. oktober-11.november 1918. Østrig blev en republik dagen efter Adlers død.
- Karl Seitz, Partiets formand fra 1918, Østrigs første præsident 1919-1920, borgmester i Wien 1923-1934.
- Karl Renner, Statskansler 1918-1920 og 1945 såvel som Forbundspræsident 1945-1950
- Otto Bauer, Partiets stedfortrædende formand 1918-1934, udenrigsminister 21. november 1918-26. juli 1919, grundlægger af austromarxismen.
- Friedrich Adler, generalsekretær i  Socialistisk Arbejder-Internationale (SAI) 1923-1940.
- Theodor Körner, Forbundspræsident 1951-1957
- Adolf Schärf, Forbundspræsident 1957-1965
- Franz Jonas, Forbundspræsident 1965-1974
- Bruno Kreisky, Forbundskansler 1970–1983
- Fred Sinowatz, Forbundskansler 1983–1986
- Franz Vranitzky, Forbundskansler 1986–1997
- Viktor Klima, Forbundskansler 1997–2000
- Heinz Fischer, Forbundspræsident siden 2004
- Alfred Gusenbauer, Forbundskansler 2007-2008
- Werner Faymann, Forbundskansler 2008-2016
- Christian Kern, Forbundskansler 2016-2017